# Kathy Castor
Katherine Anne Castor, detta Kathy (Miami, 20 agosto 1966), è una politica e avvocato statunitense.

## Biografia
Figlia del giudice Don Castor e della ex-rettrice della University of South Florida, nonché Commissario della Contea di Hillsborough Betty Castor, Kathy conseguì gli studi in scienze politiche e in legge ottenendo un dottorato dall'Università statale della Florida.
Dopo una brillante carriera legale, la Castor decise di entrare in politica con alcuni incarichi minori nell'amministrazione della Contea di Hillsborough. Successivamente quando il deputato Jim Davis decise di non cercare la rielezione per candidarsi a governatore della Florida, la Castor si propose come sua sostituta. Durante la campagna ottenne molti consensi e alla fine vinse le elezioni con il 70% dei voti: così la Davis divenne membro della Camera dei Rappresentanti per lo Stato della Florida. Davis invece fu sconfitto dal repubblicano Charlie Crist.
La Castor fu rieletta nel 2008 con il 71% dei voti e nel 2010 con il 60%. In quest'ultima elezione si scontrò con il repubblicano Mike Prendergast, che in seguito alla sconfitta fu nominato Capo dello Staff del governatore Rick Scott.